# Distrito electoral federal 7 de Chihuahua
El Distrito electoral federal 7 de Chihuahua es uno de los 300 Distritos Electorales en los que se encuentra dividido el territorio de México y uno de los nueve en los que se divide el estado de Chihuahua. Su cabecera es la ciudad de Cuauhtémoc.
Desde el proceso de distritación de 2022 el distrito abarca los municipios de Bachíniva, Buenaventura, Casas Grandes, Cuauhtémoc, Cusihuiriachi, Galeana, Santa Isabel, Gómez Farías, Gran Morelos, Guerrero, Ignacio Zaragoza, Madera, Matachí, Moris, Namiquipa, Nuevo Casas Grandes, Ocampo, Riva Palacio y Temósachic.

## Distritaciones anteriores
El VII Distrito apareció en 1917 para conformar la XXVII Legislatura, la primera después del Congreso Constituyente de 1917. El primer diputado por el distrito fue Andrés Ortíz Arriola. 
El distrito fue suprimido en 1930 y restablecido en 1978, con la Reforma política de 1977. Desde entonces, ha elegido representantes al Congreso de la Unión.

### Distritación 1979 - 1996
El Distrito VII de Chihuahua fue creado por la reforma electoral de 1977, por lo tanto eligió diputados a partir de 1979 a la LI Legislatura; lo formaban los municipios de Aldama, Aquiles Serdán, General Trías, Julimes, Meoqui y la mitad del de Chihuahua.

### Distritación 1996 - 2005
De 1996 a 2005 el territorio del Distrito VII ocupaba el centro-oeste del estado de Chihuahua, formado en su mayor parte por municipios de la región de la Sierra Tarahumara, estos eran Bachíniva, Batopilas, Bocoyna, Carichí, Chínipas, Cuauhtémoc, Cusihuiriachi, Dr. Belisario Domínguez, Gran Morelos, Guazapares, Guerrero, Maguarichi, Moris, Nonoava, Ocampo, Riva Palacio, San Francisco de Borja, Santa Isabel, Satevó, Uruachi y Urique.

### Distritación 2005 - 2017
De 2005 a 2017 fue formado por los municipios de Bachíniva, Buenaventura, Casas Grandes, Cuauhtémoc, Galeana, Gómez Farías, Guerrero, Ignacio Zaragoza, Madera, Matachí, Moris, Namiquipa, Nuevo Casas Grandes, Ocampo, Riva Palacio y Temósachic.

### Distritación 2017 - 2022
Entre 2017 y 2022 el distrito abarcó los municipios de Bachíniva, Bocoyna, Cuauhtémoc, Cusihuiriachi, Chínipas, Santa Isabel, Gómez Farías, Gran Morelos, Guazapares, Guerrero, Madera, Maguarichi, Matachí, Moris, Namiquipa, Ocampo, Riva Palacio, Temósachic y Uruachi.

## Diputados por el distrito
| Diputado                                                                          | Grupo parlamentario | Legislatura | Periodo     |
| --------------------------------------------------------------------------------- | ------------------- | ----------- | ----------- |
| Andrés Ortíz Arriola                                                              |                     | XXVII       | 1917 - 1918 |
| Vacante                                                                           |                     | XXVIII      | 1918 - 1919 |
| Rafael V. Balderrama                                                              |                     | XXVIII      | 1919 - 1920 |
| Rafael V. Balderrama                                                              | XXIX                | 1920 - 1922 |             |
| Luis A. Aldaco                                                                    |                     | XXX         | 1922 - 1924 |
| Antonio Fuentes                                                                   |                     | XXXI        | 1924 - 1926 |
| Bernardo R. Hasbach                                                               |                     | XXXII       | 1926 - 1928 |
| Francisco Orpinel                                                                 |                     | XXXIII      | 1928 - 1930 |
| El distrito VII es suprimido en 1930. Es restablecido en la distritación de 1978. |                     |             |             |
| Demetrio Bernardo Franco Derma                                                    |                     | LI          | 1979 - 1982 |
| Juan Manuel Terrazas Sánchez                                                      |                     | LII         | 1982 - 1985 |
| Jorge Doroteo Zapata                                                              |                     | LIII        | 1985 - 1988 |
| Carlos Barranco Fuentes                                                           |                     | LIV         | 1988 - 1991 |
| Eloy Gómez Pando                                                                  |                     | LV          | 1991 - 1994 |
| Mario de la Torre Hernández                                                       |                     | LVI         | 1994 - 1997 |
| Odórico Vázquez Bernal                                                            |                     | LVII        | 1997 - 2000 |
| Jorge Esteban Sandoval                                                            |                     | LVIII       | 2000 - 2003 |
| Jorge Castillo Cabrera                                                            |                     | LIX         | 2003 - 2006 |
| Israel Beltrán Montes                                                             |                     | LX          | 2006 - 2009 |
| Guadalupe Pérez Domínguez                                                         |                     | LXI         | 2009 - 2012 |
| Kamel Athié Flores                                                                |                     | LXII        | 2012 - 2015 |
| Alex Le Baron González                                                            |                     | LXIII       | 2015 - 2018 |
| Eraclio Rodríguez Gómez                                                           |                     | LXIV        | 2018 - 2021 |
| Patricia Terrazas Baca                                                            |                     | LXV         | 2021 - 2024 |
| Roberto Corral Ordóñez                                                            |                     | LXVI        | 2024 - 2027 |

## Resultados electorales

### 1979
|  | 11.58 % |

|  | 61.13 % |

|  | 5.12 % |

|  | 1.10 % |

|  | 1.65 % |

|  | 9.36 % |

|  | 4.03 % |

|  | 0.06 % |

|  | 94.04 % |

|  | 5.96 % |

|  | 31.46 % |

|  | 68.54 % |

### 1982
|  | 29.79 % |

|  | 61.17 % |

|  | 2.46 % |

|  | 0.75 % |

|  | 1.03 % |

|  | 3.39 % |

|  | 1.42 % |

|  | 0.00 % |

|  | 0.00 % |

|  | 0.00 % |

|  | 100.00 % |

|  | 0.00 % |

|  | 50.60 % |

|  | 49.40 % |

### 1985
|  | 42.29 % |

|  | 49.04 % |

|  | 0.66 % |

|  | 0.13 % |

|  | 0.31 % |

|  | 1.40 % |

|  | 1.03 % |

|  | 4.30 % |

|  | 0.21 % |

|  | 0.01 % |

|  | 100.00 % |

|  | 0.00 % |

|  | 37.93 % |

|  | 62.07 % |

### 1988
|  | 43.22 % |

|  | 49.28 % |

|  | 2.69 % |

|  | 2.87 % |

|  | 0.29 % |

|  | 1.41 % |

|  | 0.24 % |

|  | 0.00 % |

|  | 100.00 % |

|  | 0.00 % |

|  | 41.52 % |

|  | 58.48 % |

### 1991
|  | 30.23 % |

|  | 56.40 % |

|  | 0.64 % |

|  | 1.09 % |

|  | 1.19 % |

|  | 0.68 % |

|  | 0.21 % |

|  | 0.29 % |

|  | 1.51 % |

|  | 5.36 % |

|  | 0.04 % |

|  | 97.65 % |

|  | 2.35 % |

|  | 63.10 % |

|  | 36.90 % |

### 1994
|  | 28.95 % |

|  | 53.51 % |

|  | 0.38 % |

|  | 5.41 % |

|  | 4.14 % |

|  | 0.22 % |

|  | 0.12 % |

|  | 4.32 % |

|  | 0.79 % |

|  | 0.01 % |

|  | 97.86 % |

|  | 2.14 % |

|  | 77.99 % |

|  | 22.01 % |

### 1997
|  | 36.39 % |

|  | 47.83 % |

|  | 9.13 % |

|  | 0.42 % |

|  | 0.83 % |

|  | 1.29 % |

|  | 0.31 % |

|  | 0.25 % |

|  | 0.01 % |

|  | 96.46 % |

|  | 3.54 % |

|  | 51.95 % |

|  | 48.05 % |

### 2000
|  | 35.50 % |

|  | 49.97 % |

|  | 9.91 % |

|  | 0.67 % |

|  | 0.47 % |

|  | 0.57 % |

|  | 0.03 % |

|  | 97.11 % |

|  | 2.89 % |

|  | 51.73 % |

|  | 48.27 % |

### 2003
|  | 32.09 % |

|  | 52.56 % |

|  | 6.69 % |

|  | 1.89 % |

|  | 0.55 % |

|  | 0.28 % |

|  | 0.59 % |

|  | 0.64 % |

|  | 0.18 % |

|  | 0.27 % |

|  | 0.02 % |

|  | 95.76 % |

|  | 4.24 % |

|  | 30.77 % |

|  | 69.23 % |

### 2006
|  | 28.10 % |

|  | 42.93 % |

|  | 21.18 % |

|  | 3.72 % |

|  | 0.84 % |

|  | 0.10 % |

|  | 96.87 % |

|  | 3.13 % |

|  | 46.19 % |

|  | 53.81 % |

### 2009
|  | 28.74 % |

|  | 43.39 % |

|  | 4.82 % |

|  | 3.62 % |

|  | 6.73 % |

|  | 5.63 % |

|  | 0.35 % |

|  | 0.08 % |

|  | 93.35 % |

|  | 6.65 % |

|  | 31.94 % |

|  | 68.06 % |

### 2012
|  | 20.84 % |

|  | 43.06 % |

|  | 16.97 % |

|  | 4.43 % |

|  | 5.04 % |

|  | 0.06 % |

|  | 90.40 % |

|  | 9.60 % |

|  | 51.98 % |

|  | 48.02 % |

### 2015
|  | 24.17 % |

|  | 47.69 % |

|  | 4.73 % |

|  | 2.59 % |

|  | 1.13 % |

|  | 6.02 % |

|  | 4.40 % |

|  | 0.94 % |

|  | 2.93 % |

|  | 0.24 % |

|  | 94.73 % |

|  | 5.27 % |

|  | 31.76 % |

|  | 68.24 % |

### 2018
|  | 30.50 % |

|  | 20.77 % |

|  | 37.29 % |

|  | 2.58 % |

|  | 2.70 % |

|  | 0.03 % |

|  | 93.87 % |

|  | 6.13 % |

|  | 53.77 % |

|  | 46.26 % |

### 2021
|  | 57.44 % |

|  | 7.94 % |

|  | 26.09 % |

|  | 1.93 % |

|  | 1.03 % |

|  | 0.85 % |

|  | 0.02 % |

|  | 95.29 % |

|  | 4.71 % |

|  | 48.48 % |

|  | 51.52 % |